# Richard Scheringer
Richard Scheringer (* 13. September 1904 in Aachen; † 9. Mai 1986 in Hamburg) war Offizier der deutschen Reichswehr, zunächst Nationalsozialist, später Kommunist. In den 1950er Jahren war er Vorsitzender der 1956 verbotenen KPD Bayerns und ihr Agrarexperte. Nach Gründung der DKP 1968 wurde er Mitglied des Parteivorstandes.

## Leben

Unterschrift von Richard Scheringer

Scheringer wurde als Sohn des Offiziers der preußischen Armee Ernst Scheringer in Aachen geboren. Nach der Grundschule zunächst in Rastatt, dann in Koblenz besuchte er das dortige Gymnasium. 1915 fiel der Vater im Ersten Weltkrieg. 1922/23 war Scheringer an militanten Aktivitäten gegen die alliierten Besatzungsmächte sowie rheinische Separatisten beteiligt, außerdem 1923 am Küstriner Putsch der Schwarzen Reichswehr. Er ging nach Berlin und legte 1924 in Zehlendorf die Abiturprüfung ab.
Zum 1. April 1924 trat er als Offizieranwärter beim 5. Artillerieregiment der Reichswehr in Ulm ein und legte 1925 die Fahnenjunkerprüfung ab. 1927 bestand er an der Artillerieschule in Jüterbog die Offiziersprüfung und wurde Oberfähnrich. Am 1. Februar 1928 wurde er bei seinem Regiment zum Leutnant befördert. Scheringer war schon früh in rechtsradikale Kreise geraten und unterstützte die Nationalsozialisten. Gemeinsam mit den beiden Regimentskameraden Hanns Ludin und Hans Friedrich Wendt wurde er am 4. Oktober 1930 im Ulmer Reichswehrprozess, in dem auch Adolf Hitler als Zeuge aussagte und den sog. Legalitätseid ablegte, wegen des „Versuchs einer nationalsozialistischen Zellenbildung innerhalb der Reichswehr“ zu eineinhalb Jahren Festungshaft verurteilt, die er in der Festung Gollnow verbüßte. Scheringer bekannte sich nach langen Gesprächen mit dort einsitzenden Kommunisten am 18. März 1931 in einem aufsehenerregenden Schritt offen zu den Zielen der KPD und wandte sich von den Ideen des Nationalsozialismus ab. „Ich reihe mich als Soldat ein in die Front des wehrhaften Proletariats“ hieß es in seiner Erklärung, die der Abgeordnete der KPD Hans Kippenberger am 19. März 1931 im Reichstag verlesen hatte.
Scheringer war ein prominentes NSDAP-Mitglied. 1931 wechselte er mit seiner SA-Einheit zur KPD.
Wenige Monate später schon wurde Scheringer der „Vorbereitung zum Hochverrat“ beschuldigt und vom Reichsgericht zu zweieinhalb Jahren Festungshaft verurteilt. Bereits nach dem ersten Prozess gegen Richard Scheringer hatten sich sogenannte Scheringer-Komitees gebildet, die in Massenversammlungen für die Amnestierung Scheringers eintraten. Ab Ende 1931 rief Alexander Graf Stenbock-Fermor auf Initiative der Rote Hilfe Deutschlands zur Gründung überparteilicher Scheringer-Komitees, die sich für dessen Amnestierung einsetzten, auf. Im April 1932 wurde Scheringer, nun wegen seiner KPD-Tätigkeit, vom Reichsgericht erneut zu zweieinhalb Jahren Festungshaft verurteilt. Scheringer verbüßte seine Strafe zunächst in der Festungshaftanstalt Groß-Strelitz, ab 22. Februar 1933 in Bielefeld.  Seine zweite Strafe musste Richard Scheringer wegen einer Begnadigung durch Reichspräsident Paul von Hindenburg nicht voll verbüßen. Auf die Begnadigung hatten Scheringers Freund Ludin, mittlerweile SA-Führer, und der Reichswehr-Oberst von Reichenau Einfluss genommen.

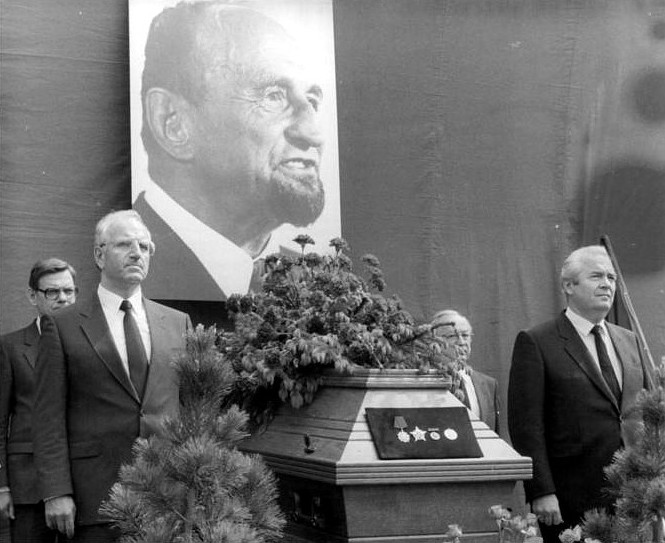
Trauerfeier in Ingolstadt für Richard Scheringer mit der Ehrenwache der SED-Delegation: Werner Jarowinsky (vorne links), Ewald Moldt (vorne rechts) und Gunter Rettner (hinten links)

Nach seiner Haftentlassung übersiedelte Scheringer 1933/34 auf den Dürrnhof in Kösching bei Ingolstadt, den seine Mutter 1929 gekauft hatte. 1934 heiratete er seine Frau Marianne, geb. Heisch, und übernahm den Hof. Der Vater von elf Kindern bewirtschaftete ihn als selbstständiger Landwirt bis zu seinem Lebensende. Unter anderem verbrachten auch die Geschwister Scholl auf dem Hof ihre Ferien.
Scheringer diente im Zweiten Weltkrieg 1940/41 in Frankreich und an der Ostfront als Offizier bei der 78. Infanterie- und Sturmdivision und war dann u.k. gestellt. Ab Herbst 1944 war er erneut an der Front und bis September 1945 in amerikanischer und französischer Kriegsgefangenschaft.
Im Herbst 1945 wurde er Mitglied der KPD, in der er bis zu ihrem Verbot 1956 und in der dann bis 1968 folgenden Illegalität verblieb.
Scheringer amtierte von November bis Dezember 1945 als Staatssekretär im bayerischen Landwirtschaftsministerium. Der Bayerischen Landesversammlung gehörte er von Juli bis November 1946 an. Hier war er gleichzeitig Vorsitzender der KPD-Fraktion.
Er arbeitete mit am „Programm zur nationalen Wiedervereinigung Deutschlands“ der KPD (1952), wofür ihn der Bundesgerichtshof zum Verlust der bürgerlichen Ehrenrechte für die Dauer von fünf Jahren und zwei Jahren Gefängnis verurteilte. Scheringer musste die Strafe wegen Krankheit nicht antreten. Von 1972 bis 1982 war er Gemeinderatsmitglied der DKP in Kösching und bis zu seinem Tod Mitglied des Parteivorstands der DKP. Er verstarb in Hamburg, wo er sich anlässlich des Parteitages der DKP aufhielt.
Scheringer stand in regelmäßigem Kontakt mit dem Schriftsteller Ernst Jünger, den er noch 1983 vergeblich dazu aufforderte, sich an Demonstrationen  gegen den NATO-Doppelbeschluss zu beteiligen. Bei Scheringers Beerdigung ließ Jünger einen Kranz mit der Widmung „Dem alten Freunde“ niederlegen.
Seine Söhne Konrad Scheringer und Johann Scheringer und seine Enkeltochter Johanna Scheringer-Wright wurden Abgeordnete der PDS.

## Auszeichnungen
- 3. Oktober 1964: Verleihung der Carl-von-Ossietzky-Medaille durch den Friedensrat der DDR anlässlich des 60. Geburtstages
- 1974: Verleihung der Bürgermedaille für besondere Verdienste durch den Markt Kösching
- 1974: Ausgezeichnet mit dem Karl-Marx-Orden durch den Vorsitzenden des Staatsrates der DDR, Willi Stoph, anlässlich des 70. Geburtstages
- 1984: Verleihung des Sterns der Völkerfreundschaft in Gold durch den Vorsitzenden des Staatsrates der DDR, Erich Honecker, anlässlich des 80. Geburtstages
- 1984: Verleihung der Ernst-Thälmann-Plakette durch den Parteivorstand der DKP

## Schriften
- Entscheidung und Gründe. In: Die Linkskurve. 3. Jg.  Nr. 6. Juni 1931, S. 5–7.
- Aufbruch: Kampfblatt im Sinne des Leutnant a. D. Scheringer. Zeitschrift für Wehrfragen, Kriegsprobleme und Kampf gegen den Faschismus, Berlin 1931–33 (Zeitschrift, erschien in zwölf Ausgaben)
- Das große Los, mit einem Vorwort von Ernst von Salomon, Rowohlt, Hamburg 1959
- Das große Los. Unter Soldaten, Bauern und Rebellen (Vom Autor [für die DDR] bearbeitete Ausgabe), Aufbau-Verlag, Berlin 1961 [für die zweite Auflage schrieb Bodo Uhse 1963 das Vorwort]
- Wer melkt wen?  Bauern und Industriegesellschaft, Röderberg Verlag, Frankfurt/Main 1964
- Grüner Baum auf rotem Grund.  Damnitz-Verlag im Verlag Plambeck, Neuss-München 1983, ISBN 3-88501-032-1.
- Chaos und Maß. Gedanken eines politischen Menschen an der Zeitwende.3-k-Verlag, Kösching 1989, ISBN 3-924940-25-8.
- Aufbruch: Kampfblatt im Sinne des Leutnant a. D. Scheringer. Dokumentation einer Zeitschrift zwischen den Fronten, mit Vorworten von Peter Steinbach und Susanne Römer und Kommentar von Hans Coppi, Fölbach, Koblenz 2001, ISBN 3-923532-70-9, (Vollständiger Nachdruck des Aufbruch)

## Film
- Karl Gass: Der Leutnant von Ulm. DEFA-Studio für Dokumentarfilme 1978.